# فهرست میراث جهانی در عربستان سعودی
میراث جهانی در عربستان سعودی شامل ۷ اثر فرهنگی و یک اثر طبیعی در عربستان سعودی است. عربستان سعودی ۷ اوت ۱۹۷۸ به این کنوانسیون پیوست و تا سال ۲۰۲۱ افزون بر ۸ مکان ثبت شده، چهارده سایت نیز از این کشور در فهرست آزمایشی قرار گرفته است.
سایت‌های میراث جهانی سازمان آموزشی، علمی و فرهنگی ملل متحد (یونسکو) مکان‌هایی هستند که دارای اهمیت فرهنگی یا طبیعی هستند؛ همان‌طور که در پیمان‌نامهٔ میراث جهانی یونسکو، که در سال ۱۹۷۲ تأسیس شده، شرح داده شده است. طبق کنوانسیون یونسکو هر اثری پس از ثبت توسط این کمیته باید از سوی کشور نگهدارندهٔ اثر مورد توجه ویژه قرار گیرد و انجام هرگونه دخل و تصرف یا اقدامی که باعث به خطر افتادن آن شود، ممنوع است.
مداین صالح نخستین اثری بود که در سال ۲۰۰۸ از عربستان سعودی به فهرست میراث جهانی افزوده شد. در سال ۲۰۱۵، یونسکو ده مکان عربستان سعودی از جمله چشم‌انداز فرهنگی احساء را به فهرست آزمایشی اضافه کرد که اولین گام برای ثبت در فهرست میراث جهانی بود.
کمیتهٔ میراث جهانی سازمان یونسکو ژوئیه ۲۰۲۱ با تشکیل جلسه‌ای اینترنتی که از فوژوی چین مدیریت می‌شد، نام پنج مکان فرهنگی را به فهرست اماکن میراث جهانی خود افزود. از این پنج مورد، یکی در عربستان سعودی بود که تعداد آثار ثبت‌شدهٔ آن کشور را در این فهرست به شش رساند و شامل نقاشی‌های دیواری‌ای می‌شود که با سابقهٔ تاریخی بین ۳۰۰۰ تا ۴۵۰۰ سال، به دوران پارینه‌سنگی و نوسنگی بازمی‌گردند. چنین نقش‌هایی در سراسر جزیره‌العرب، از شمال عربستان سعودی تا یمن، پیدا می‌شوند. علاوه بر نقاشی‌ها، نوشته‌هایی به خطوط مختلف، از یونانی و عربی تا ثمودی و آرامی-نباطی، نیز در این غارها مشاهده می‌شود.

## میراث جهانی
یونسکو سایت‌ها را با ده معیار فهرست می‌کند. هر ورودی باید حداقل یکی از معیارها را داشته باشد.
| # | نگاره | نام                           | موقعیت      | سال  | ش ثبتمعیارها    | شرح | م             |
| - | ----- | ----------------------------- | ----------- | ---- | --------------- | --- | ------------- |
| ۱ |       | مداین صالح                    | استان مدینه | ۲۰۰۸ | ۱۲۹۳ ii, iii    | مداین صالح نخستین مکان در عربستان سعودی بود که به عنوان یک میراث جهانی یونسکو ثبت شد. این مکان که پیش‌تر به عنوان هگرا شناخته می‌شد، جزو حفظ‌شده‌ترین و بهترین بناهای تمدن نبطیان است. این مکان دارای آرامگاه‌های تاریخی به خوبی حفظ شده با نماهای تزئین شده از سده یکم پیش از میلاد تا سده یکم پس از میلاد است. این سایت همچنین دارای حدود ۵۰ سنگ‌نوشته از تمدن نباطی و نقاشی‌های غاری است. مداین صالح گواهی منحصر به فردی از تمدن نبطی است. با داشتن ۱۱۱ بنای آرامگاهی که ۹۴تایشان طراحی شده‌اند، مداین صالح نمونه‌ای برجسته از دستاوردهای معماری و تخصص هیدرولیک نبطیان است. | [ ۶ ]         |
| ۲ |       | درعیه                         | استان ریاض  | ۲۰۱۰ | ۱۳۲۹ iv, v, vi  | این ملک که اولین پایتخت خاندان سعودیان است، در قلب شبه جزیره عربستان، در شمال غربی ریاض قرار دارد. این بنا که در قرن پانزدهم تأسیس شد، گواه سبک معماری نجدی است که مختص مرکز شبه جزیره عربستان است. در قرن هجدهم و اوایل قرن نوزدهم، نقش سیاسی و مذهبی آن افزایش یافت و ارگ در الطریف به مرکز قدرت موقت آل سعود و گسترش اصلاحات سلفیه در داخل دین اسلام تبدیل شد. این ملک شامل بقایای بسیاری از کاخ‌ها و یک مجموعه شهری است که در لبه واحه الدریعیه ساخته شده است. | [ ۷ ]         |
| ۳ |       | جده                           | استان مکه   | ۲۰۱۴ | ۱۳۶۱ ii, iv, vi | شهر تاریخی جده در ساحل شرقی دریای سرخ واقع شده است. از قرن هفتم پس از میلاد، این شهر به عنوان یک بندر اصلی برای مسیرهای تجاری اقیانوس هند تأسیس شد و کالاها را به مکه ارسال می‌کرد. این شهر همچنین دروازه زائران مسلمان مکه بود که از راه دریا وارد مکه می‌شدند. این دو امر باعث شده‌اند که شهر به عنوان یک مرکز چندفرهنگی رشد کند که با یک سنت معماری متمایز شناخته می‌شود. معماری خاص این شهر شامل خانه‌های برج‌دار ساخته شده در سده نوزدهم در ترکیب با معماری سنتی ساحل دریای سرخ با تأثیراتی از راه‌های تجاری است. | [ ۸ ]         |
| ۴ |       | سنگ‌نگاره‌های حائل              | استان حائل  | ۲۰۱۵ | ۱۴۷۲ i, iii     | این ملک شامل دو بخش است که در یک چشم‌انداز بیابانی واقع شده‌اند: جبل ام سینمان در جبه و جبل المنجور و رات در شوویمیس. دریاچه‌ای که زمانی در دامنه تپه ام سینمان قرار داشت و اکنون ناپدید شده است، منبع آب شیرین برای مردم و حیوانات در قسمت جنوبی صحرای بزرگ نرفود بوده است. نیاکان عرب‌های امروزی آثاری از خودشان را در سنگ‌نگاره‌ها و سنگ‌نوشته‌های متعددی بر روی صخره‌ها به جای گذاشته‌اند. جبل المنجور و رعات، برجستگی سنگی وادی را تشکیل می‌دهند که اکنون در شن پوشیده شده است. این سنگ‌نگاره‌ها انسان‌ها و جانورانی را نشان می‌دهند و پیشینه آن به ۱۰٬۰۰۰ سال پیش می‌رسد. | [ ۹ ]         |
| ۵ |       | چشم‌انداز فرهنگی احساء         | استان شرقی  | ۲۰۱۸ | ۱۵۶۳ iii, iv, v | در شرق شبه جزیره عربستان، واحه الاحساء یک ملک سریالی است که شامل باغ‌ها، کانال‌ها، چشمه‌ها، چاه‌ها و دریاچه زهکشی، و همچنین ساختمان‌های تاریخی، بافت شهری و مکان‌های باستانی است. این بناها نشان‌دهنده آثاری از استقرار مداوم انسان در منطقه خلیج‌فارس از دوران نوسنگی تا کنون هستند، همان‌طور که از قلعه‌های تاریخی باقی‌مانده، مساجد، چاه‌ها، کانال‌ها و سایر سامانه‌های مدیریت آب قابل مشاهده است. با داشتن ۲٫۵ میلیون نخلستان خرما، احساء بزرگ‌ترین دره در جهان است. الاحساء همچنین چشم‌انداز ژئوفرهنگی منحصر به فرد و نمونه‌ای استثنایی از تعامل انسان با محیط زیست است. | [ ۱۰ ]        |
| ۶ |       | سنگ‌نگاره‌ها و کتیبه‌های بئر حما | استان نجران | ۲۰۲۱ | ۱۶۱۹ iii        | منطقه فرهنگی حیما واقع در منطقه‌ای خشک و کوهستانی در جنوب غربی عربستان سعودی، در یکی از مسیرهای کاروان باستانی شبه جزیره عربستان، مجموعه قابل توجهی از تصاویر هنر صخره‌ای وجود دارد که در آن شکار، جانوران، گیاهان و شیوه‌های زندگی را در تداوم فرهنگی ۷۰۰۰ ساله به تصویر کشیده می‌شود. مسافران و ارتش‌هایی که در این مکان اردوگاه می‌زدند، در طول اعصار و تا اواخر قرن بیستم، سنگ‌نوشته‌های صخره‌ای و سنگ‌نگاره‌های فراوانی از خود به جای گذاشته‌اند که بیشتر آن‌ها در شرایط خوبی حفظ شده‌اند. سنگ‌نوشته‌ها به خط‌های مختلفی از جمله مسند، عربی جنوبی، ثمودی، یونانی و عربی هستند. این سایت و منطقه حائل آن نیز سرشار از منابع باستان‌شناسی کاوش نشده به شکل حفره‌ها، سازه‌های سنگی، مدفن، ابزارهای سنگی و چاه‌های باستانی است. این مکان در قدیمی‌ترین ایستگاه عوارضی شناخته شده در مسیر مهم کاروان‌های بیابانی باستانی است، جایی که قدمت چاه‌های بیر امام حداقل ۳۰۰۰ سال پیش است و هنوز هم آب شیرین تولید می‌کند.                                                               | [ ۱۱ ]        |
| ۷ |       | عروق بنی معارض                | ربع الخالی  | ۲۰۲۳ | ۱۶۹۹ (vii,ix)   | عروق بنی معارض یکی از بزرگ‌ترین مناطق حفاظت شده در پادشاهی عربستان سعودی با حدود ۱۲۰۰۰ متر مربع مساحت است. این بنا با یک فرمان سلطنتی در سال ۱۹۹۵ با هدف حفاظت از مناظر طبیعی صحرای ربع الخالی و به عنوان خانه‌ای برای معرفی مجدد گونه‌های شاخص عربستان از جمله تیزشاخ عربی بنیان‌گذاری شد. همه گونه‌ها در زیستگاه‌های طبیعی اولیه خود که در گذشته از آنجا منقرض شده بودند. عروق بنی معارض در لبه غربی صحرای شنی بزرگ ربع الخالی، در استان‌های ریاض و نجران و در حدود ۷۰۰ کیلومتری جنوب پایتخت ریاض واقع شده است. از ریاض نزدیکترین شهر بزرگ، شهر نجران است که در حدود ۳۰۰ کیلومتری جنوب منطقه حفاظت شده قرار دارد. | [ ۱۲ ]        |
| ۸ |       | قریه الفاو                    | استان ریاض  | ۲۰۲۴ | ۱۷۱۲ (iii)      | الفاو یا «قریه» در ۷۰۰ کیلومتری جنوب غربی ریاض واقع شده است. این منطقه به دلیل برخورد وادی الدواسیر با رشته‌کوه تویق که الفاو نامیده می‌شود. قریه الفاو به دلیل نقطه راهبردی خود برروی راه‌های تجاری که به سوی جنوب شبه‌جزیره عربستان و از شمال به سوی خلیج فارس می‌رفت و سپس به سوی شمال غربی شبه‌جزیره و از آنجا به سوی شام و میان رودان، شهر مهمی به‌شمار می‌رفت و باعث به دست آوردن ارزش اقتصادی، دینی و سیاسی و اهمیت فرهنگی در مرکز شبه‌جزیره عربستان شد و پایتخت پادشاهی کنده شد. کاوش‌های باستان‌شناسی صورت گرفته در قریه الفاو یک شهر یکپارچه را نشان داد که از لحاظ معماری سازماندهی شده بود و نشان‌دهنده شهر در اوج اهمیت اقتصادی، سیاسی و اجتماعی بود. الگوی کلی شهر به سه بخش تقسیم می‌شود: بخش مسکونی، بخش تجاری (سوق یا بازار) و گورستان. تمام این در کنار سنگ‌نوشته‌ها و نقاشی‌هایی که در سایت یافت شده‌اند، منعکس‌کننده پیشرفت‌های صورت گرفته در شهر و نقشی که در آن دوره ایفا کرده و در صنایع چوبی و فلزی، نساجی، ضرب سکه، جواهرات، سفال و ظروف سنگی است. | [ ۱۳ ] [ ۱۴ ] |

## فهرست آزمایشی
علاوه بر سایت‌های موجود در فهرست میراث جهانی، کشورهای عضو می‌توانند فهرستی از سایت‌های آزمایشی را که ممکن است برای نامزدی در نظر بگیرند، در این فهرست قرار دهند. نامزدها در فهرست میراث جهانی تنها در صورتی پذیرفته می‌شوند که سایت قبلاً در فهرست آزمایشی قرار داشته باشد. در حال حاضر ۱۰ اثر در فهرست آزمایشی عربستان سعودی قرار گرفته است.
| # | نگاره | نام              | موقعیت                                                 | سال  | ش ثبتمعیارها | شرح | م      |
| - | ----- | ---------------- | ------------------------------------------------------ | ---- | ------------ | --- | ------ |
| ۱ |       | درب زبیده        | مرزهای شمالی، حائل، استان قصیم، استان مدینه، استان مکه | ۲۰۱۵ | ۶۰۲۵ (iii)   | جاده‌های تاریخی‌ای وجود داشتند که برای حج به کار برده می‌شدند و از شبه‌جزیره عربستان به مقصد مکه رد می‌شدند. این جاده‌ها شبه‌جزیره را به کشورهای همسایه مانند مصر، سوریه و عراق متصل می‌کرد. راه ال‌کوفی، که به درب زبیده نیز مشهور است، یکی از مهم‌ترین این راه‌ها بود. راه زبیده کوفه را به مکه وصل می‌کرد و پس از زبیده بنت جعفر، همسر خلیفه عباسی، هارون الرشید برای کارهای خیرخواهانه‌ای که در ایستگاه‌های راه انجام داده، نام‌گذاری شده است. ریشه درب زبیده به دوران پیشااسلامی می‌رسد، اما اهمیت آن به ظهور و گسترش اسلام بیشتر شد. درب زبیده به اوج رفاه خود در دروان خلافت عباسیان از سال ۷۵۰ تا ۱۲۵۸ میلادی رسید. | [ ۱۶ ] |
| ۲ |       | خط آهن حجاز      | جنوب سوریه، اردن، شمال عربستان                         | ۲۰۱۵ | ۶۰۲۶ (iii)   | راه‌آهن حجاز به دستور سلطان عبدالحمید دوم، حاکم عثمانی در اول سپتامبر ۱۹۰۹ میلادی ساخته شد (پنجم جمادی الاول ۱۳۱۸ق). هدف اصلی از ساخت آن، خدمات رسانی به حرمین شریفین و فراهم آوردن وسیله‌ای مدرن برای انتقال زائرانی بود که از آسیا، اروپا وشام به عتبات عالیات در مکه و مدینه می‌آمدند و همچنین قصذ تقویت روابط بین جهان اسلام متلاشی شده در آن زمان را نیز داشت. تعدادی از ایستگاه‌ها در راه‌آهن قرار دارند که برجسته‌ترین آنها عبارتند از: تبوک، مدائن صالح، مدینه، علاوه بر وجود تعدادی پل بر روی دره‌ها و ایجاد چاه‌ها و استحکامات. فعالیت راه‌آهن پس از شورش اعراب در سال ۱۳۲۷ق/۱۹۱۴م متوقف شد. سیاست در زمان سلطنت سلطان عبدالحمید دوم بر وحدت اسلامی متمرکز بود و همه اقلیت‌های قومی مختلف در امپراتوری عثمانی را تحت یک دولت واحد گروه‌بندی کرد، او مشاوران شخصی عرب از جمله احمد عزت پاشا از دمشق را منصوب کرد که یکی از مغز متفکران ساخت و ساز بود. | [ ۱۷ ] |
| ۳ |       | مسیر حاجیان شامی | تبوک، استان مدینه، استان مکه                           | ۲۰۱۵ | ۶۰۲۷ (iii)   | این جاده قدیمی‌ترین جاده‌ای است که کاروان‌های زائران مسلمان پس از جاده مکه/مدینه از آن استفاده می‌کردند و در اوایل دوره اسلامی به جاده عتابوکیه معروف بود. این مسیر دمشق را به مدینه متصل می‌کند و طول آن ۱۳۰۷ کیلومتر است و از چندین اردوگاه و ایستگاه می‌گذرد که مهم‌ترین آنها عبارتند از: حج، تبوک، الاخضر، المعظم، الاقرا، ال. -حجر، و الاولا. این مسیر مورد توجه خلفا و فرمانروایان مسلمان در دوره‌ها و ادوار مختلف اسلامی قرار گرفت که بسیاری از اصلاحات، ساخت و سازها و تغییرات متعدد از جمله ایجاد استخر، مخازن، کانال‌ها، قلعه‌ها، قلعه‌ها، مساجد، پل‌ها، بازارها و غیره را انجام دادند. در امتداد مسیر کتیبه‌های متعدد و نوشته‌های یادبود اسلامی وجود دارد. | [ ۱۸ ] |
| ۴ |       | مسیر حاجیان مصری | تبوک، استان مدینه، استان مکه                           | ۲۰۱۵ | ۶۰۲۸ (iii)   | این جاده که یکی از مهم‌ترین جاده‌ها در طول تاریخ اسلام است، مصر را به مکه و مدینه متصل می‌کند که به سود شمار زیادی از مسلمانان از سودان، مصر، آفریقای مرکزی، مراکش، اندلس و سیسیل شد زیرا تمامی آن‌ها در مصر جمع می‌شدند و سپس به سوی شبه‌جزیره سینا، عقبه می‌رفتند و از آنجا، دو مسیر وجود داشت. یکی از درون سرزمین به مدینه و دیگری مسیری کنار ساحل بود که به مکه می‌رسید. مانند دیگر مسیرهای اسلامی زیارتی حج، این مسیر توجه فرمانروایان اسلامی در دوران مختلف را به خود جذب کرد و سازه‌های زیادی بر سر راه بنیان نهادند، مانند استخر، کانال و چاه. آنها همچنین موانع را سنگفرش کردند و سنگرها، پل‌ها، قلعه‌ها، دژها و مساجدی ساختند و در جاده نزدیک اردوگاه‌ها سنگ‌نوشته‌ها و یادبودهای سرشماری وجود دارد که زائران هنگام عبور از جاده حکاکی کرده‌اند. | [ ۱۹ ] |
| ۵ |       | رجال المع        | استان عسیر                                             | ۲۰۱۵ | ۶۰۳۰ (iii)   | روستای رجال در استان عسیر واقع شده و مرکز استان رجال ألمع است. این روستا یک دالان طبیعی بود که کسانی را که از یمن و شام به مکه و مدینه می‌آمدند وصل می‌کرد که آن را به یک مرکز تجاری مهم منطقه‌ای تبدیل کرد. این روستا از حدود ۶۰ کاخ تشکیل شده است که از سنگ طبیعی، خشت و چوب ساخته شده‌اند و کاخ‌ها از چندین طبقه تشکیل شده‌اند. کمیسیون گردشگری و آثار باستانی عربستان یک پروژه بازسازی روستا را با مشارکت شرکای بخش دولتی و خصوصی اتخاذ کرده است. این روستا دارای یک موزه میراث است که با تلاش ساکنان محلی به منظور حفظ میراث منطقه‌ای خود ایجاد شده است و آنها یکی از دژها را از سال ۱۹۸۵ به دفتر مرکزی موزه تبدیل کرده‌اند. روستای رجال المع در ۴۵ کیلومتری غرب شهر واقع شده است. | [ ۲۰ ] |
| ۶ |       | زی عین           | استان عسیر                                             | ۲۰۱۵ | ۶۰۳۱ (iii)   | این روستا یکی از مهم‌ترین روستاهای سنتی در منطقه البهاء است و بر فراز کوهی ساخته شده است که دارای سازمان میراث شهری منحصر به فرد و پیکربندی محیطی و منظره زیبای آن به سمت مزارع اطراف است که شامل ۳۱۲ خانه و یک مسجد است. خانه‌ها از سنگ‌های صیقلی ساخته شده‌اند که دارای طبقات متعدد از دو تا چهار طبقه هستند و از دیدگاه نقشه‌برداری شبیه به هم هستند و پیشینه آن‌ها به اواخر قرن دهم هجری قمری/قرن هشتم می‌رسد. این روستا با یک منبع آب دائمی و استحکامات دفاعی که از سه طرف توسط کوه‌ها احاطه شده است، مشخص می‌شود. | [ ۲۱ ] |
| ۷ |       | دومه جندل        | استان جوف                                              | ۲۰۱۵ | ۶۰۳۴ (iii)   | منطقه الدر در مرکز شهر سنتی دومه جندل، همراه با دژ مرید و مسجد عمر، مهم‌ترین منطقه دومات الجندل، بزرگ‌ترین و قدیمی‌ترین منطقه در تاریخ واقع شده است. منطقه الدر یک الگوی معماری منحصربفرد است و یکی از مهم‌ترین مراکز فرهنگی شبه جزیره عربستان از دوران جاهلیت، دومه جندل است که از آن زمان تاکنون نقش فرهنگی عمدای در سطح سیاسی و اقتصادی داشته است. در دوران پیش از اسلام و در دوران اسلامی، ناحیه الدر در الگوی نقشه‌کشی کنونی، شهر اسلامی عربی را از نظر بافت شهری منحصربه‌فرد منعکس می‌کند. منطقه الدر نمونه مهمی از جانشینی تمدن در دومه جندل است را نشان می‌دهد، زیرا کاوش‌های باستان‌شناسی و مطالعات انجام شده در این مکان پیشرفت تمدن را در دوره نبطی (قرن ۱ قبل از میلاد و قرن چهارم پس از میلاد) نشان داده است. | [ ۲۲ ] |
| ۸ |       | جزایر فرسان      | استان جازان                                            | ۲۰۱۹ | ۶۳۷۰ (iii)   | جزایر فرسان مجمع‌الجزایر بزرگی از بیش از ۱۷۰ جزیره و جزایر صخره‌های مرجانی است که در فاصله ۴۰ تا ۹۰ کیلومتری از شهر جیزان در ساحل جنوب شرقی پادشاهی عربستان سعودی قرار دارند. منطقه حفاظت شده جزیره ۵٬۴۰۸ کیلومتر مربع را پوشش می‌دهد که بیشتر آن متعلق به دولت با زمین‌های شهرداری شناخته شده و مالکیت خصوصی است که در محدوده منطقه سازمان یافته شهرداری در شهر فرسان و اطراف آن تخصیص داده شده است. منطقه حفاظت شده به‌طور کامل در منطقه فراسان است که در استان جازان در حدود ۱۱۰۰ کیلومتری جنوب ریاض قرار دارد. مجمع الجزایر فراسان از صخره‌های مرجانی فسیلی برآمده تشکیل شده است. این جزایر در فلات قاره عربستان واقع شده‌اند که در سواحل جزان کمتر از ۲۰۰ متر عمق و حدود ۱۲۰ کیلومتر عرض دارد. آب و هوای آن خشک و نیمه گرمسیری است که با میانگین دمای سالانه بالا و بارندگی سالانه کم مشخص می‌شود. بیشتر باران‌ها در ماه اکتبر و در ژانویه و مه (از ۵۰ تا ۱۰۰ میلی لیتر در سال) به دلیل بارش باران‌های موسمی اقیانوس هند می‌بارد. میانگین حداقل و حداکثر دمای روزانه در تابستان: ۲۸–۲۹ درجه سانتیگراد. ۳۹–۴۰ درجه سانتیگراد در تابستان و ۲–۲۱ درجه سانتیگراد. ۳۰–۳۱ درجه سانتیگراد در زمستان. | [ ۲۳ ] |